# 歪長粗面岩

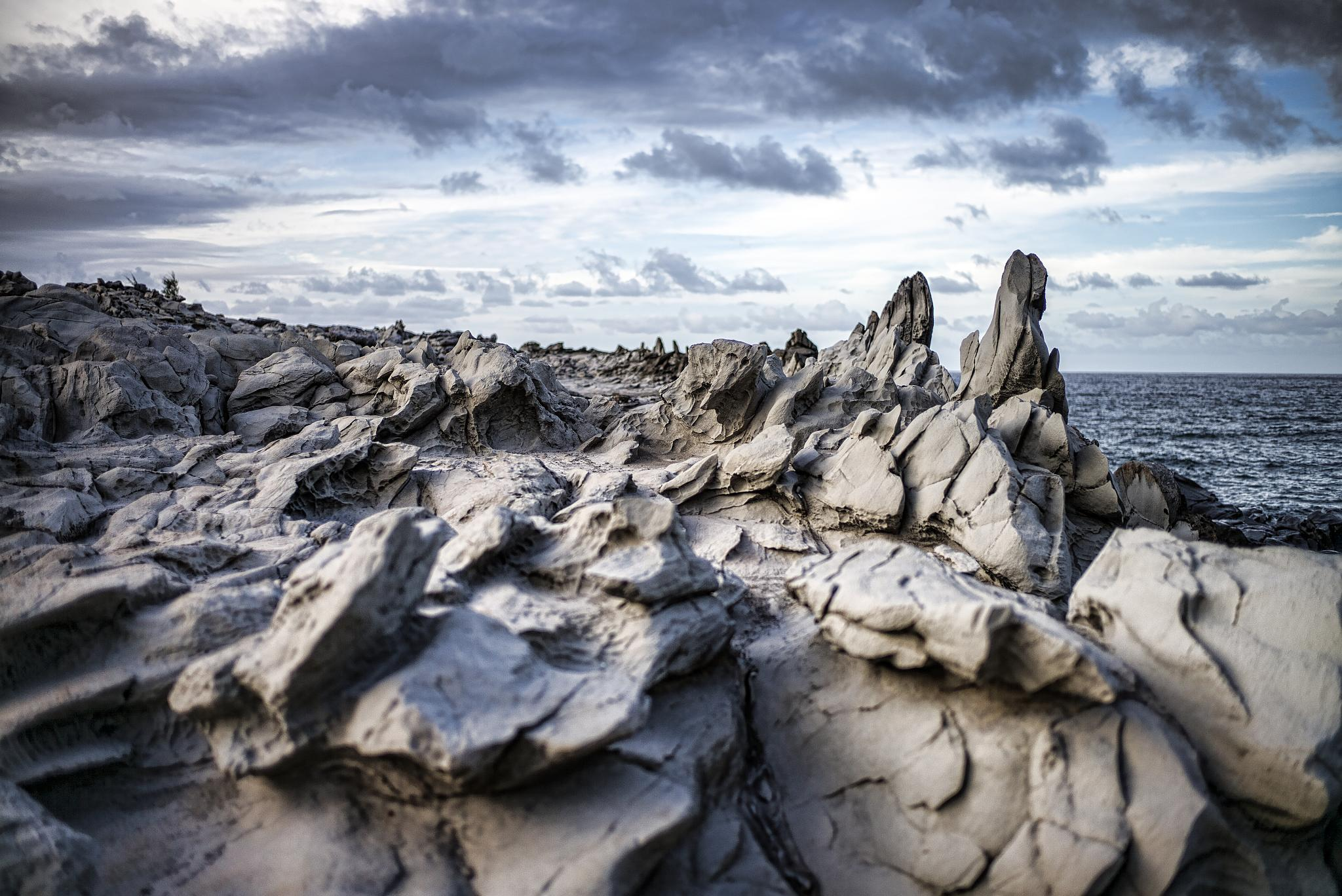
在夏威夷 Maui 由熔岩形成上的“龍牙”地標，是由本莫来岩構成

本莫来岩或歪長粗面岩（英語：Benmoreite）是一種含不飽和二氧化矽的中等成分火山喷出岩。 是含鈉的粗面安山岩（trachyandesite）的一種，屬於鹼性岩漿系列的火成岩。

### 霞石本莫来岩（Nepheline benmoreite ）
在南極洲 McMurdo Sound 地區，麥克默多火山群是一個晚新生代的火山岩群，根據這些火山岩群的資料，已證明出從碧玄岩到霞石夏威夷岩再到霞石本莫来岩的分離結晶過程。 霞石本莫来岩含有來自地幔的二輝橄欖岩捕虏岩，這代表是深成岩的一種與霞石正長岩相似。